# Убийственное безумие
«Уби́йственное безу́мие» — итало-французский фильм ужасов 1981 года режиссёра Риккардо Фреды. Премьера фильма состоялась 24 февраля 1981 года.

## Сюжет
Съёмочная группа готовит фильм ужасов, рассказывающий о маньяке, который убивает женщин, проводящих свои выходные в загородном доме. Создатели фильма располагаются в доме одного из участников команды и разбиваются на небольшие группы по интересам. А вскоре в доме объявляется самый настоящий убийца.

## Критика
Луис Поль в своей книге Italian Horror Film Directors назвал этот фильм лучшим в творчестве Риккардо Фреды, хотя и не имеющим большого смысла. По мнению того же критика, фильм во многих сценах близок к выходу за рамки жанра, стремясь идти навстречу требованиям зрителя. В фильме присутствует «беспричинное» обнажение тела, а также мрачный финал.